# Holopoesía
Se denomina "holopoesía" o "poesía holográfica" a aquellos textos con contenido poético desarrollados por medio de la utilización de la técnica holográfica. El brasileño Eduardo Kac, fue el creador de la poesía holográfica (hacia 1983, junto al técnico holográfico Fernando Catta-Petra). 
Su trabajo consistió en la creación de textos poéticos estructurados luminosamente en el espacio, respetando cabalmente la fisiología humana mucho más que el texto escrito en un espacio bidimensional, puesto que aprovecha la visión binocular y las facultades mentales adscriptas a la percepción de los objetos. En el proceso creativo se pueden configurar sintaxis orbitales, elipsoidales, curvas, etc., que rompen con la tradición monoscópica de la poesía.